# 稻香集團

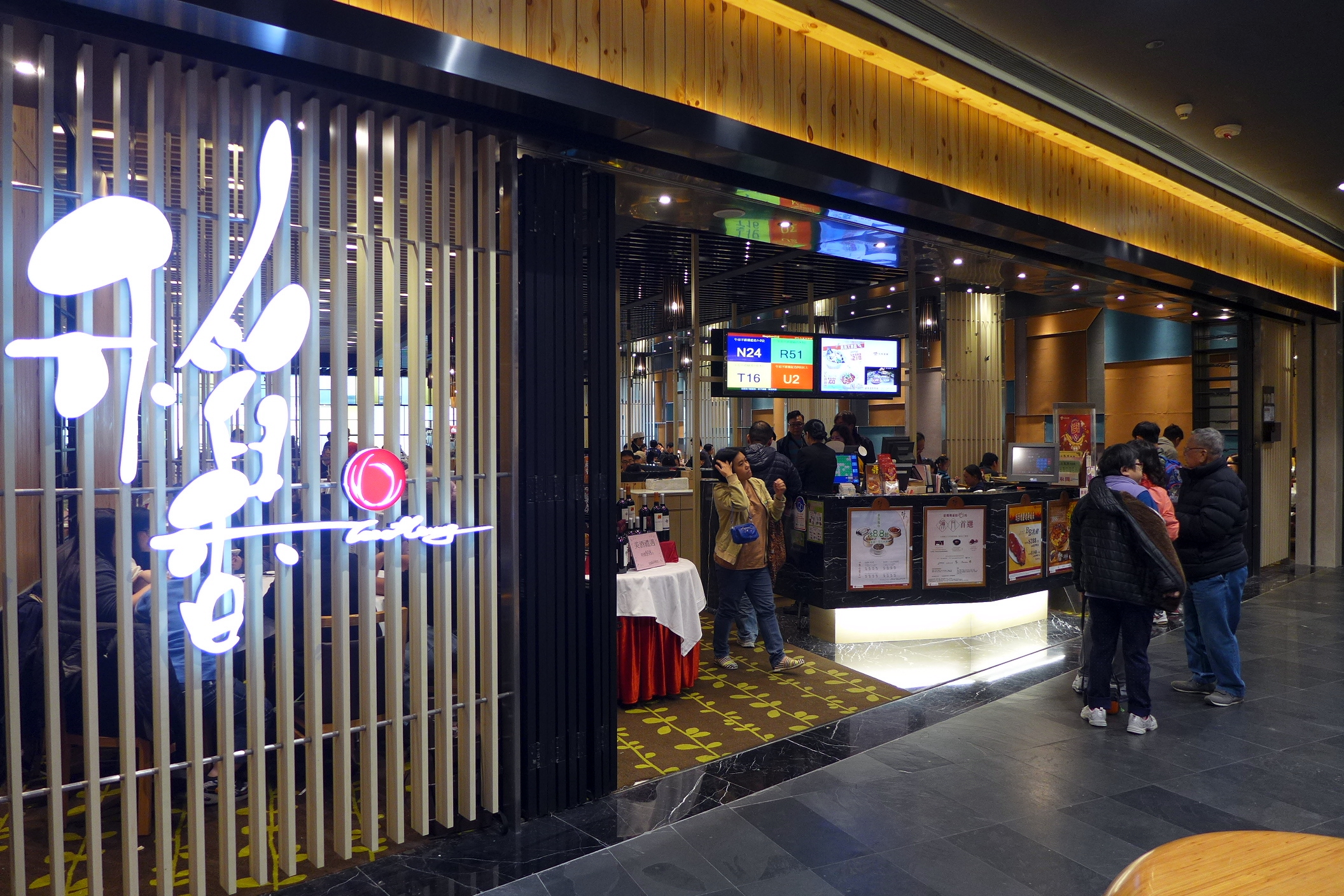
稻香於MegaBox的分店

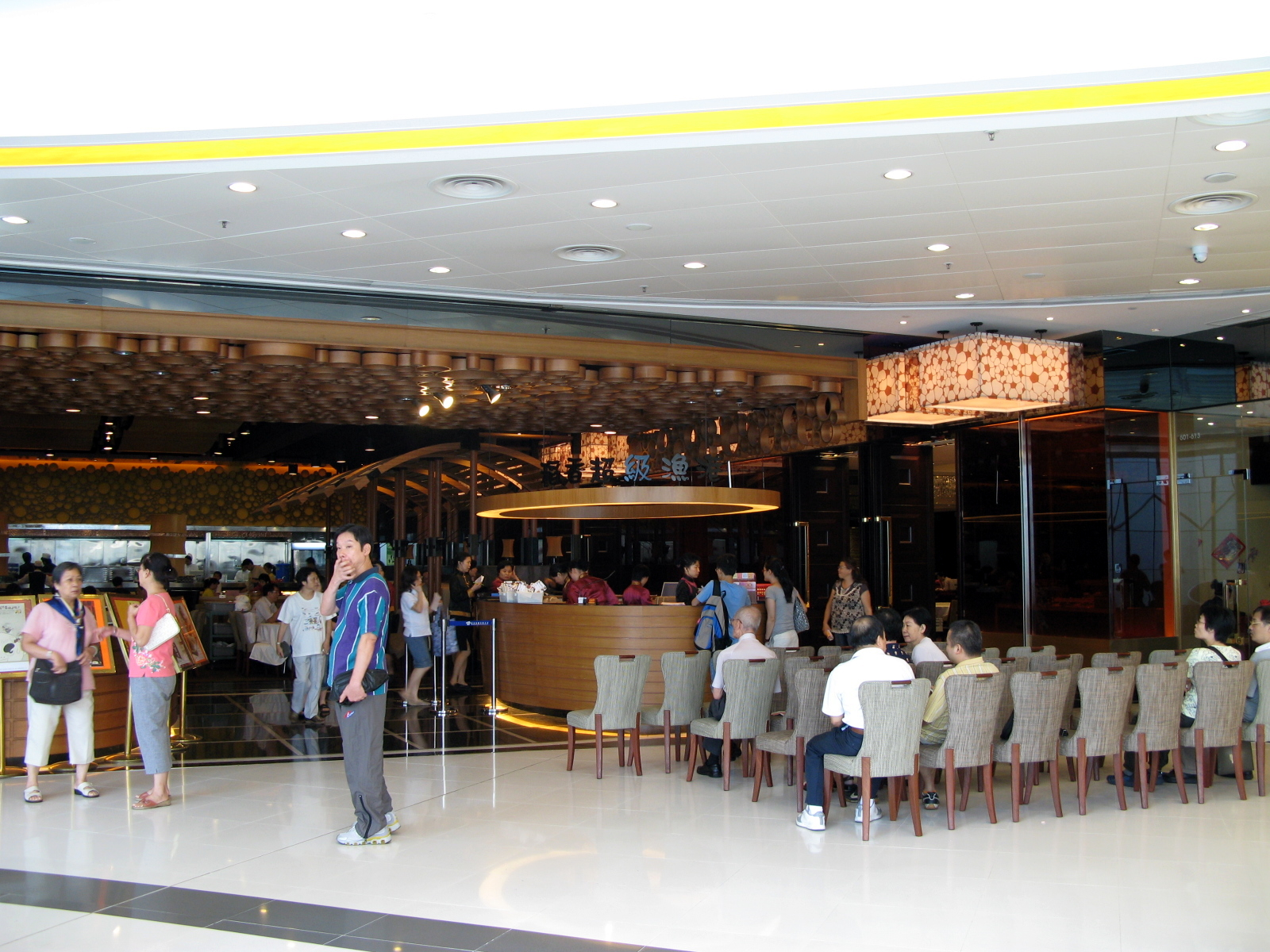
稻香超級漁港/迎囍大酒樓（荃灣店）(已結業)

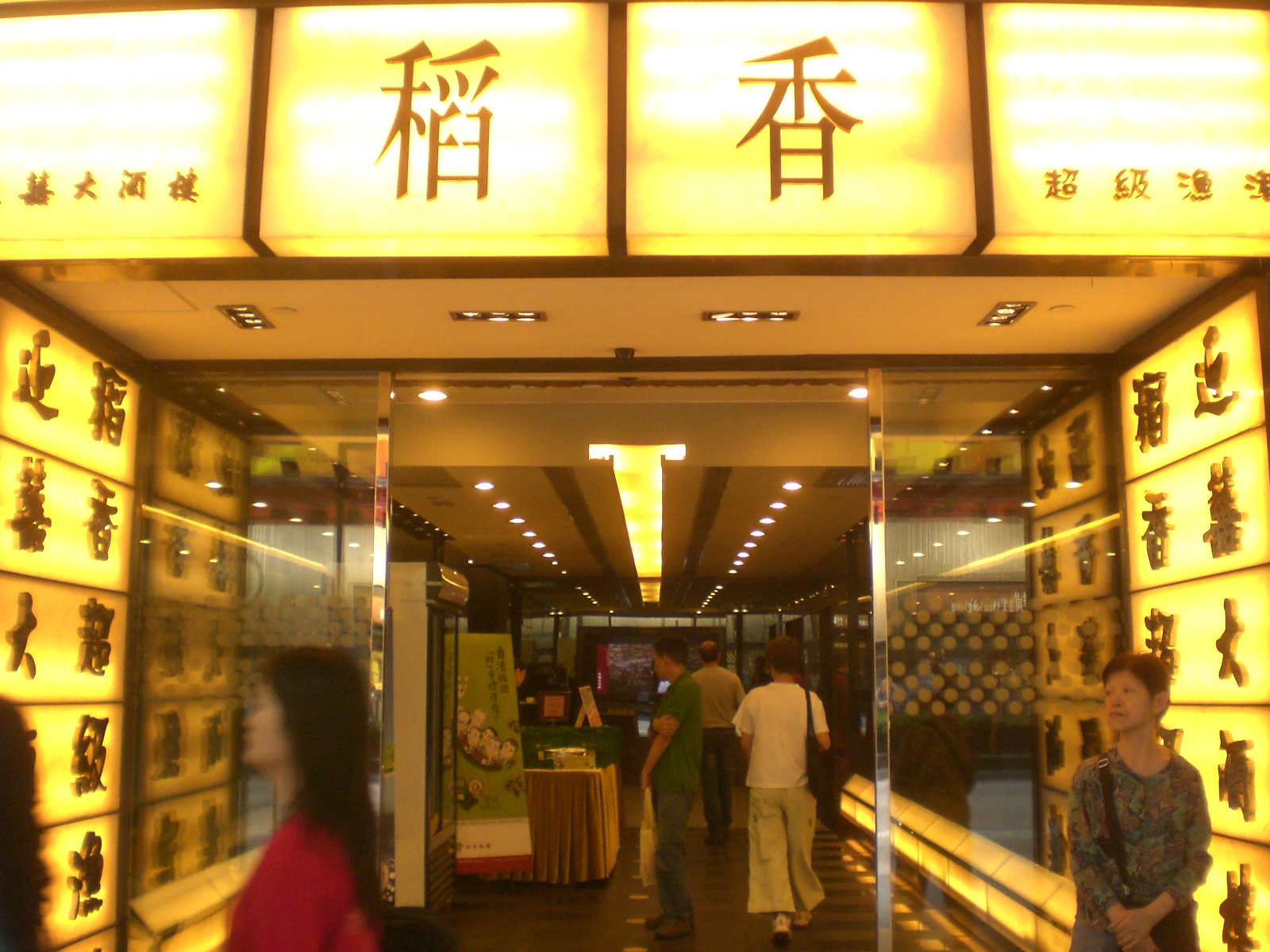
稻香超級漁港/迎囍大酒樓（旺角店）

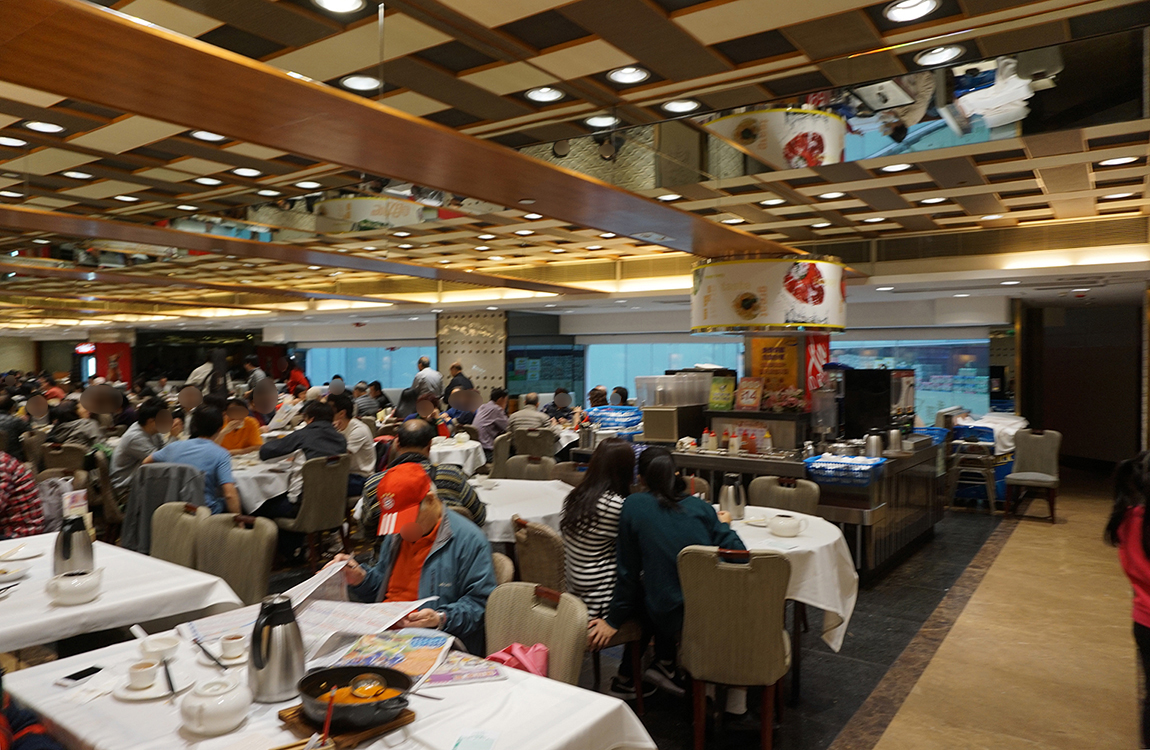
稻香於皇室堡的分店

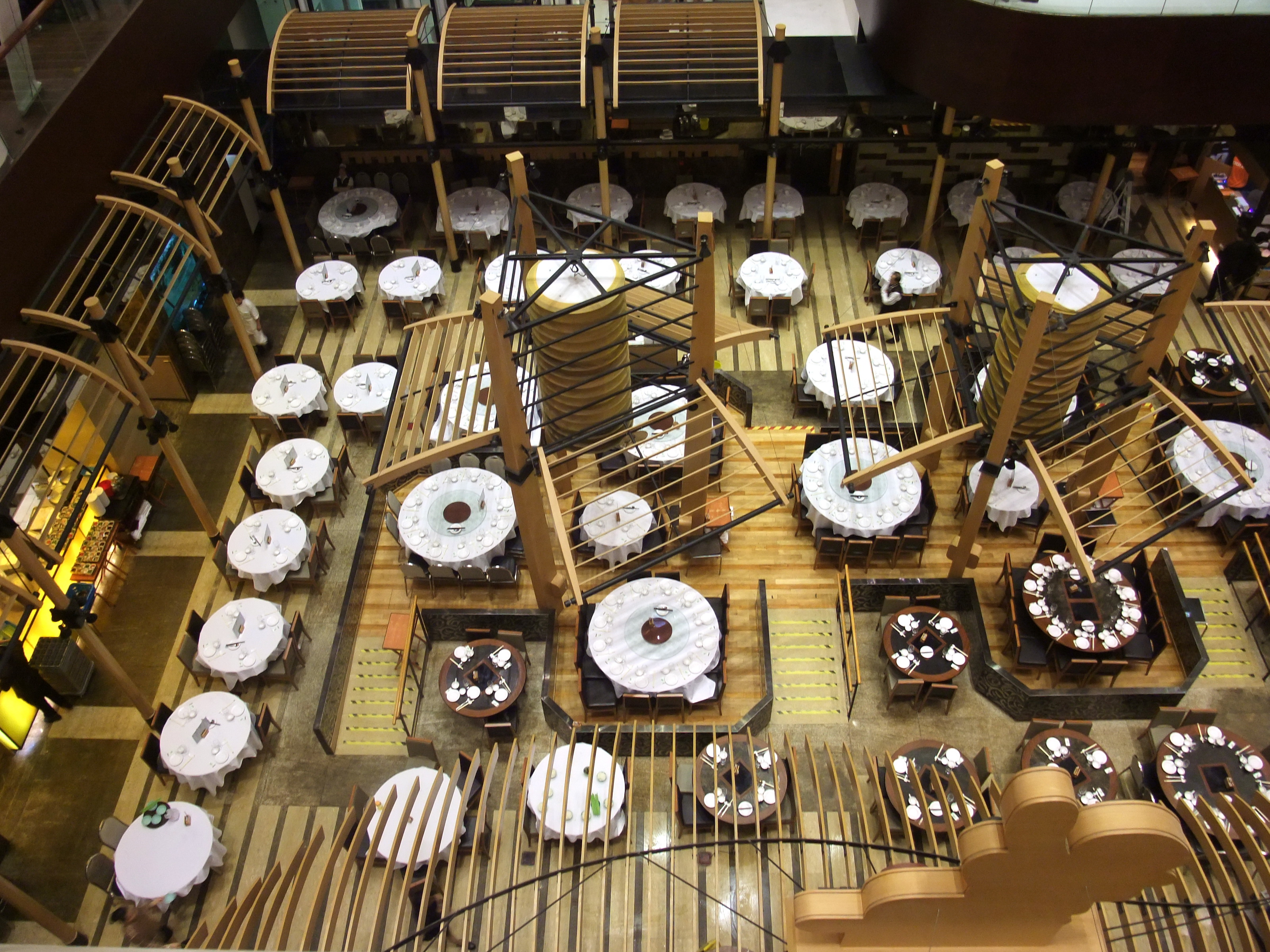
稻香於青衣城的分店(已結業)

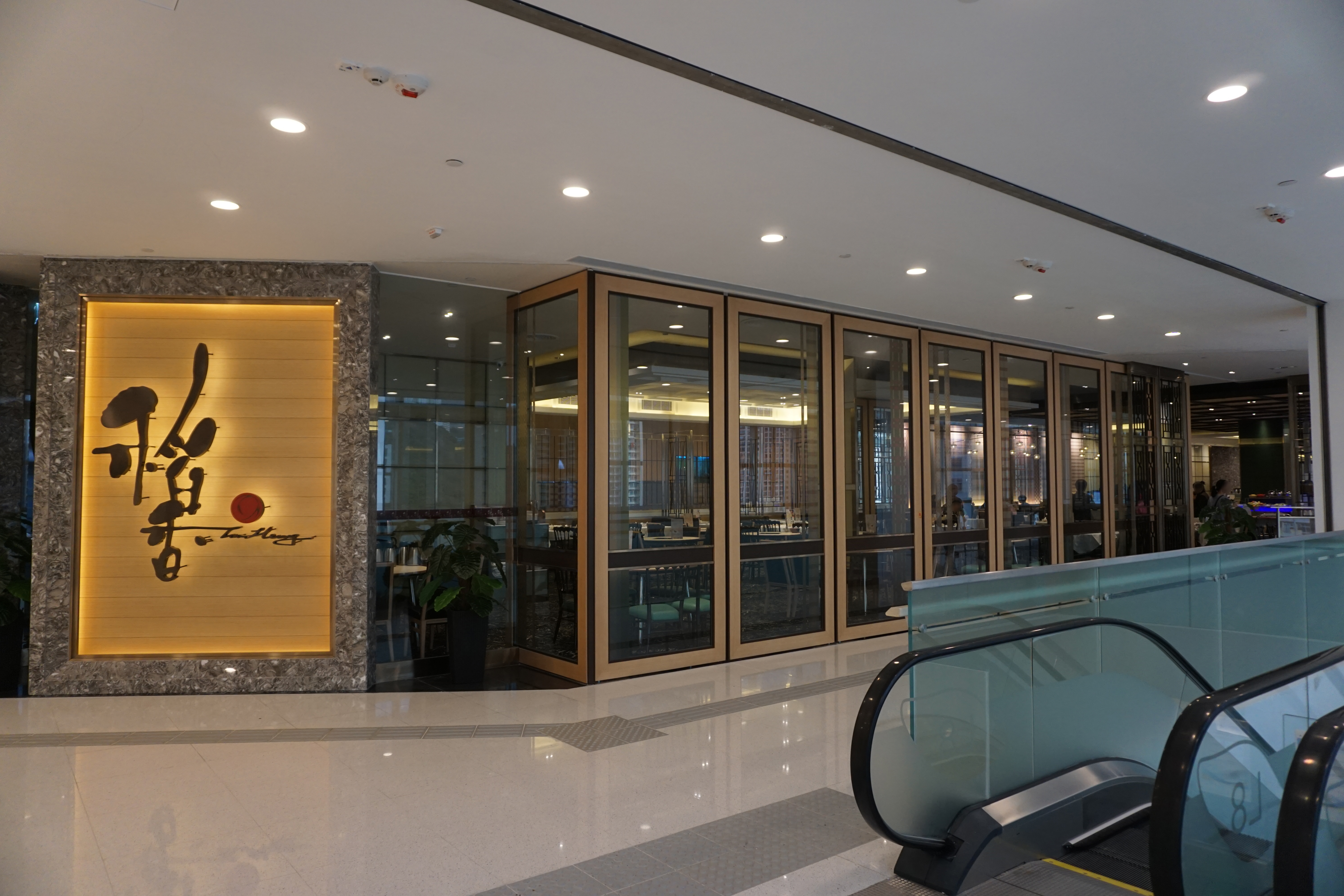
稻香於德福廣場的分店

稻香集團（稻香控股有限公司，港交所：573）是香港一個中式酒樓飲食集團。集團成立於1991年，主席及創辦人為鍾偉平，至今擁有多個品牌，包括稻香、稻香超級漁港、迎囍大酒樓、客家好棧、迎囍、潮樓．潮館、鍾菜．鍾廚、迎．潮、稻坊、迎囍皇宮、稻．小廚、泰昌餅家及鍾菜館。各品牌自有不同的飲食風格，集團於香港擁有逾60間分店。稻香集團以「選擇豐富、品質優良、信譽昭著、大膽創新」及「好食、抵食」作為宗旨。
稻香控股截至2013年12月31日止年度之全年業績營業額上升6.5%至約43.2億元，以地區劃分，香港業務收益達30.06億元，按年增長0.6%，佔公司總營業額69.6%。內地方面，期內收益增長23.2%至13.14億元，純利下滑8.4%至2.74億元。

## 集團品質
- 勞工處五常法優質企業管理
- Q嘜認證
- ISO9001認證

## 歷史
- 1991年，於香港西環創辦第1間「稻香海鮮火鍋酒家」
- 1996年，首創「一蚊雞」優惠
- 1997年，聘用專業顧問管理公司，改善集團服務質素
- 2000年，進軍中國大陆市場，於深圳開設首家分店。同時，開創第2個品牌「稻香超級漁港」。
- 2002年，開創客家菜館「客家好棧」、囍宴主題酒家「迎囍大酒樓」
- 2003年，於沙田區火炭建立稻香物流中心。同年，開創新派潮州菜館「潮樓」
- 2004年，開創廣東食府「鍾菜」
- 2005年，開創新派上海菜館「上樓」。於粉嶺「稻鄉人類飲食博物館」開幕，推廣飲食文化。
- 2006年，於深圳開創「領鮮環球自助餐」，提供中、泰、日及歐陸各地佳餚。並推出主打火鍋的「稻香」。

### 2007年
- 東莞萬好食品公司正式開幕
- 稻香控股有限公司於香港聯合交易所主板掛牌上市
- 開創以茶餐廳形式經營的「燒一流」
- 購入「泰昌餅家」20%股份

### 2008年
- 東莞「稻鄉飲食文化博物館」開幕
- 於深圳開創時尚港式茶餐廳品牌「Hi Tea巧味」
- 原址粉嶺的「稻鄉人類飲食博物館」喬遷至火炭，並命名為「稻鄉飲食文化博物館」
- 開創火鍋品牌「HIPOT」

### 2009年
- 開創品牌「稻坊」
- 增持「泰昌餅家」股份至80%

### 2010年
- 開創品牌「迎」

### 2013年
- 增持「泰昌餅家」股份至100%。自此，稻香全資擁有泰昌餅家
- 入股中國餅店「烘焙達人」
- 9月10日稻香控股與日本Nagasaki Champion在九龍灣淘大花園商場推出日本拉麵店RINGER HUT，以合資公司經營，稻香持合資公司51%股權。

### 2015年
- ROVERS一蚊雞大胃王大賽挑戰盃

### 2020年
- 在COVID-19疫情加劇下，稻香集團宣佈由3月28日起[2]，旗下店舖包括稻香、稻香超級漁港、稻香漁港市集、稻香茶居、稻坊、客家好棧、潮館、迎潮、鍾菜、鍾廚及稻香訓練酒樓各分店暫停晚市服務，營業時間至下午4時，暫定至4月10日止[3][4]。隨後在第三波疫情下出現旺角稻香慶回歸群組，多人染疫，稻香集團在社交專頁表示，全綫分店由7月26日起暫時全日停業，直到另行通知。[5]另外，稻香集團旗下RINGER HUT最後一間香港分店結業。[6]

## 集團旗下設施

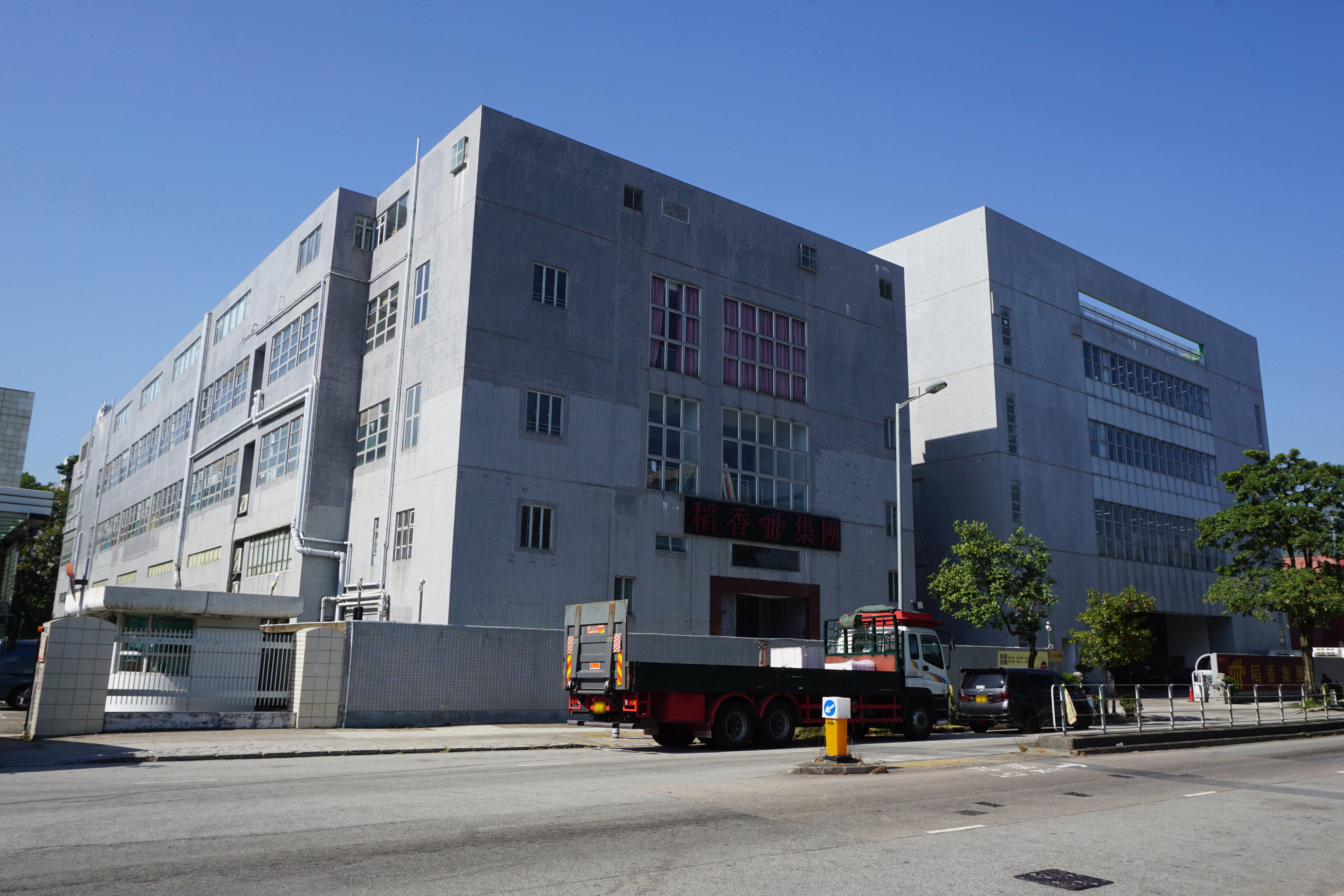
稻香集團大埔食品加工及物流中心

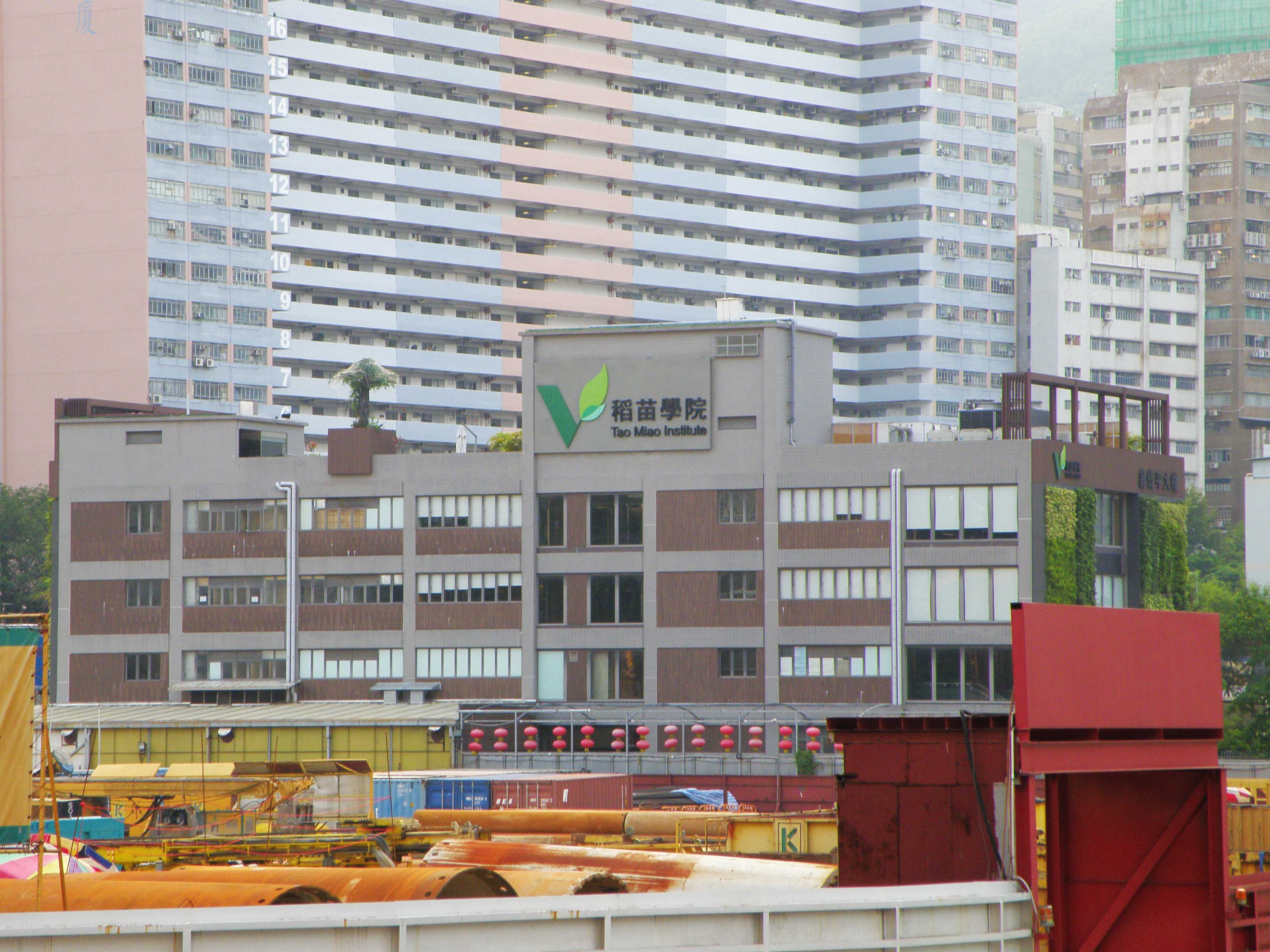
位於火炭的「鍾偉平大樓」 ，前身是稻香食品加工及物流中心，於2012年改建成結合培訓及中式飲食文化傳承之多用途大樓，設施包括稻香訓練酒樓、稻鄉飲食文化博物館及職業訓練局稻苗學院

### 物流中心
稻香集團於2003年在火炭開設首間食品加工及物流中心，配備實驗室測試設施，藉此統一及控制所有食品製作過程中的重要程序。2007年於東莞開設另一間食品加工及物流中心。東莞中心佔地總面積45,000平方米，可支援集團逾200間分店。2010年12月，生產量已飽和的火炭物流中心被新設的大埔食品加工及物流中心取代。大埔新廠房佔地19,000平方米，可支援香港逾150間分店。大埔廠房設有先進的食品測試實驗室，除了支援集團的日常營運外，亦能為集團向其他餐飲公司供應加工食品。

### 稻鄉飲食文化博物館
稻香集團為推廣香港飲食文化，於2005年承租了前人類飲食博物館，成立稻鄉飲食文化博物館。
2008年，原址粉嶺的「稻鄉人類飲食博物館」喬遷至火炭，並命名為「稻鄉飲食文化博物館」。

### VTC稻苗學院
稻香集團與職業訓練局（VTC）再度合作開辦「VTC稻苗學院」，為飲食界在職人士提供食品安全及檢測等培訓課程。稻香控股集團主席鍾偉平表示，集團位於火炭的稻香物流中心，將撥給VTC發展成稻苗學院，為飲食業從業員提供全面在職培訓，到時佔地4萬平方呎的火炭廠房預計一半地方會留作學院之用，設立訓練場地，另一半地方將會繼續設立一個中式飲食業文化博物館，供公眾及院校參觀。
VTC高等及專業教育科主管黃倩瑛博士表示，學院課程分為4大範疇，涵蓋質量、安全、檢測及管理，全部訓練課程將與資歷架構掛鉤；課程設計以學分累積制，每個單元約為3小時，累積訓練時數100小時，可獲頒發專業證書；累積訓練時數240小時，可獲頒發專業文憑。學院於2012年底投入運作，首年的培訓人次可達3萬，目標為可達每年8萬人次。

## 已結業的品牌
- 上樓
- 燒一流
- HIPOT
- T Café 1954
- RINGER HUT

## 外部連結
- 稻香集團 （页面存档备份，存于）
- 烘焙達人 （页面存档备份，存于）